# Deaflympics
Deaflympics, tidigare Dövas världsspel, internationella dövspelen och döv-OS, hade premiär 1924 i Paris i Frankrike och är ett slags OS för hörselskadade. Det finns både sommarspel och, sedan 1949, vinterspel.
Officiellt kallades spelen "internationella dövspelen" 1924-1965, eller de "internationella tysta spelen". 1966-1999 kallades evenemanget "dövas världsspel", eller de "tysta världsspelen". Sedan år 2000 kallas spelen "Deaflympics", men namnet misstas ofta som "Deaf Olympics". Ett annat smeknamn är "tysta olympiaden".
För att få vara med måste man höra sämre än 55 db på det öra med vilket man hör bäst. Hörseltekniska hjälpmedel som hörapparat och cochleaimplantat är inte tillåtna under tävlingsaktiviteten.

## Arrangörsorter

### Sommarspelen
- 1924 - Paris, Frankrike
- 1928 - Amsterdam, Nederländerna
- 1931 - Nürnberg, Bayern, Tyskland
- 1935 - London, England, Storbritannien
- 1939 - Stockholm, Sverige, med 13 deltagande nationer.[2]
- 1940–1948: inställt på grund av andra världskriget
- 1949 - Köpenhamn, Danmark
- 1953 - Bryssel, Belgien
- 1957 - Milano, Italien
- 1961 - Helsingfors, Finland
- 1965 - Washington, D.C., USA
- 1969 - Belgrad, Serbien, Jugoslavien
- 1973 - Malmö, Sverige
- 1977 - Bukarest, Rumänien
- 1981 - Köln, Nordrhein-Westfalen, Västtyskland
- 1985 - Los Angeles, Kalifornien, USA
- 1989 - Christchurch, Nya Zeeland
- 1993 - Sofia, Bulgarien
- 1997 - Köpenhamn, Danmark
- 2001 - Rom, Italien
- 2005 - Melbourne, Australien
- 2009 - Taipei, Taiwan
- 2013 - Sofia, Bulgarien
- 2017 - Samsun, Turkiet
- 2022 - Caxias do Sul, Brasilien
- 2025 - Tokyo, Japan

### Vinterspelen
- 1949 - Seefeld in Tirol, Österrike
- 1953 - Oslo, Norge
- 1955 - Oberammergau, Bayern, Västtyskland
- 1959 - Montana-Vermala, Schweiz
- 1963 - Åre, Sverige
- 1967 - Berchtesgaden, Bayern, Västtyskland
- 1971 - Abelboden, Schweiz
- 1975 - Lake Placid, New York, USA
- 1979 - Meribel, Frankrike
- 1983 - Madonna di Campiglio, Italien
- 1987 - Oslo, Norge
- 1991 - Banff, Kanada
- 1995 - Ylläs, Finland
- 1999 - Davos, Schweiz
- 2003 - Sundsvall, Sverige
- 2007 - Park City, Utah, USA
- 2011 - Vysoke Tatry, Slovakien (inställt)
- 2015 - Vancouver, Kanada
- 2019 - Turin, Italien
- 2023 - Erzurum, Turkiet

### Fotnoter
1. ↑  Sten Sundberg (26 juli 2013). ”Invigningen av Deaflympics”. Svenska dövidrottsförbundet. Arkiverad från originalet den 22 december 2015. https://web.archive.org/web/20151222090542/http://iof1.idrottonline.se/SvenskaDovidrottsforbundet/Deaflympics/2013-Sofia/Nyheterna/InvigningenavDeaflympics/. Läst 20 december 2015.
2. ↑  ”Stockholm 1939”. International Committee of Sports for the Deaf. Arkiverad från originalet den 8 december 2016. https://web.archive.org/web/20161208160349/http://www.deaflympics.com/games.asp?1939-s. Läst 16 december 2016.